# Уилсон, Робин (кёрлингистка)
Ро́бин Ли Уи́лсон (англ. Robin Leigh Wilson; урожд. Ро́бин Ли Но́улз, англ. Robin Leigh Knowles, известна также как Ро́бин Кла́ссен, англ. Robin Klassen; род. 1951) — канадская кёрлингистка.
В 2006 введена в Зал славы канадского кёрлинга в составе команды (скип Линдси Спаркс), дважды выигравшей женский чемпионат Канады.
Играла на позиции второго.
В 1979 она и её сестра Дон Ноулз, также кёрлингистка, в одной команде с которой они дважды выигрывали женский чемпионат Канады, придумали название для женского чемпионата Канады по кёрлингу — «Турнир сердец» (англ. Tournament of Hearts), когда Робин Уилсон, работавшая в руководстве отдела рекламы компании Scott Paper, хотела предложить руководству компании, чтобы компания стала титульным спонсором чемпионата, — и, начиная с 1982 года, чемпионат стал именоваться сначала Scott Tournament of Hearts, а затем Scotties Tournament of Hearts, что продолжается до настоящего времени.

## Достижения
- Чемпионат мира по кёрлингу среди женщин: бронза (1979).
- Чемпионат Канады по кёрлингу среди женщин: золото (1976, 1979).

- Почётный приз Joan Mead Builder Award (вручается на очередном Чемпионате Канады по кёрлингу среди женщин, за заслуги в организации и популяризации женского кёрлинга в Канаде[6]): 2006 (приз получила как координатор по взаимодействию со СМИ чемпионата Канады по кёрлингу среди женщин, англ. Scott Tournament of Hearts Coordinator, Media, за вклад в развитие и популяризацию женского кёрлинга)[7].

## Команды
| Сезон   | Четвёртый     | Третий    | Второй        | Первый        | Турниры           |
| ------- | ------------- | --------- | ------------- | ------------- | ----------------- |
| 1975—76 | Линдси Дэви   | Дон Ноулз | Робин Классен | Лоррейн Боулз | ЧК 1976           |
| 1978—79 | Линдси Спаркс | Дон Ноулз | Робин Уилсон  | Лоррейн Боулз | ЧК 1979 · ЧМ 1979 |

(скипы выделены полужирным шрифтом)